# Armadillo moncayotus
Armadillo moncayotus är en kräftdjursart som beskrevs av Mattern 1999. Armadillo moncayotus ingår i släktet Armadillo och familjen Armadillidae. Inga underarter finns listade i Catalogue of Life.